# Галдунц Сергій Гургенович
Сергій Гургенович Галдунц (нар. 17 січня 1965, Баку) – вірменський шахіст, гросмейстер від 2003 року.

## Шахова кар'єра
У міжнародних турнірах почав брати участь після розпаду СРСР. 1991 року переміг на турнірі за круговою системою в Бад-Вільдбаді, а також виграв чемпіонат Вірменії. 1994 року поділив 1-ше місце (разом з В'ячеславом Іконніковим і Віктором Купрейчиком) на турнірі за швейцарською системою в Швебіш-Гмюнді. 1995 року переміг у Гаслоху (разом з Роландом Шмальцем) і Ерфурті (разом з Янісом Кловансом). 1996 року в складі третьої збірної країни взяв участь у шаховій олімпіаді, яка відбулась у Єревані, набравши 8 балів у 12 партіях і виконавши першу гросмейстерську норму. 1999 року виконав у Бішвіллері другу гросмейстерську норму (поділив 1-ше місце разом з Йожефом Хорватом і Емілем Анкою), а також переміг (разом із, зокрема, Левом Гутманом і В'ячеславом Іконніковим) у Вісбадені. 2003 року виграв третю гросмейстерську норму, посівши 3-тє місце (позаду Євгена Аґреста і Михайла Прусікіна) в Грішаймі. 2005 року переміг у Нордерштедті, а 2006 року – у Валльдорфі, тоді як у 2007 році поділив 2-ге місце у Бад-Верісгофені (позаду Бу Сянчжі, разом із зокрема, Феліксом Левіним, Олегом Романишиним і Станіславом Савченком).
Найвищий рейтинг Ело в кар'єрі мав станом на 1 липня 2001 року, досягнувши 2514 очок ділив тоді 11-12-те місце серед вірменських шахістів.

## Зміни рейтингу
| На цьому місці має відображатися графік чи діаграма, однак з технічних причин його відображення наразі вимкнено. Будь ласка, не видаляйте код, який викликає це повідомлення. Розробники вже працюють для того, щоби відновити штатне функціонування цього графіка або діаграми. | |
| | На цьому місці має відображатися графік чи діаграма, однак з технічних причин його відображення наразі вимкнено. Будь ласка, не видаляйте код, який викликає це повідомлення. Розробники вже працюють для того, щоби відновити штатне функціонування цього графіка або діаграми. |